# Tony Cora
Tony Cora – kompozytor filmowy, znany ze współpracy z reżyserem Eduardo Sánchezem. Stworzył ścieżkę dźwiękową do trzech projektów Sáncheza: Altered (2006) z Misty Rosas i Michaelem C. Williamsem w rolach głównych, Seventh Moon (2008) z Amy Smart w roli głównej oraz do kultowego dziś horroru The Blair Witch Project (1999).